# Yverdon-Sport Football Club 2018-2019
Questa voce raccoglie le informazioni riguardanti l'Yverdon-Sport Football Club nelle competizioni ufficiali della stagione 2018-2019.

## Stagione
Nella stagione 2018-2019 l'Yverdon, allenato da Anthony Braizat, concluse il campionato di Promotion League al 2º posto. In Coppa Svizzera l'Yverdon fu eliminato al primo turno dal Neuchâtel Xamax.

## Rosa
| N. |                         | Ruolo | Calciatore                 |
| -- | ----------------------- | ----- | -------------------------- |
| 4  | Svizzera (bandiera)     | C     | Bruno Caslei               |
| 18 | Svizzera (bandiera)     | C     | Nehemie Lusuena            |
| 80 | Svizzera (bandiera)     | P     | Marc Roux                  |
|    | Svizzera (bandiera)     | P     | Kevin Martin               |
|    | Svizzera (bandiera)     | P     | Valmir Sallaj              |
|    | Capo Verde (bandiera)   | P     | Sócrates                   |
|    | Svizzera (bandiera)     | D     | Maxime Amey                |
|    | Svizzera (bandiera)     | D     | Patrick Cazzaniga          |
|    | Svizzera (bandiera)     | D     | Adriano De Pierro          |
|    | Svizzera (bandiera)     | D     | Luca Gazzetta              |
|    | Francia (bandiera)      | D     | Sébastien Le Neün          |
|    | Portogallo (bandiera)   | D     | Leandro Cerqueira da Costa |
|    | Francia (bandiera)      | D     | François Marque            |
|    | RD del Congo (bandiera) | D     | Kein Matukondolo           |

| N. |                         | Ruolo | Calciatore            |
| -- | ----------------------- | ----- | --------------------- |
|    | Svizzera (bandiera)     | D     | Muamer Zeneli         |
|    | Svizzera (bandiera)     | C     | Florian Berisha       |
|    | Francia (bandiera)      | C     | Karim Diarra          |
|    | Francia (bandiera)      | C     | Hugo Fargues          |
|    | Svizzera (bandiera)     | C     | Florian Gudit         |
|    | Italia (bandiera)       | C     | Zakaria Hamadi        |
|    | Paesi Bassi (bandiera)  | C     | Kristian Kuzmanovic   |
|    | Iran (bandiera)         | C     | Shaho Maroufi         |
|    | RD del Congo (bandiera) | C     | Ridge Mobulu          |
|    | Francia (bandiera)      | C     | Bertrand N'Dzomo      |
|    | Svizzera (bandiera)     | A     | Alessandro Ciarrocchi |
|    | Svizzera (bandiera)     | A     | Allan Eleouet         |
|    | Svizzera (bandiera)     | A     | Janko Pacar           |

## Organigramma societario
Area tecnica
- Allenatore: Anthony Braizat
- Allenatore in seconda:
- Preparatore dei portieri:
- Preparatori atletici:

## Calciomercato

### Sessione estiva
| Acquisti | Acquisti | Acquisti | Acquisti |
| R.       | Nome     | da       | Modalità |
| -------- | -------- | -------- | -------- |

| Cessioni | Cessioni | Cessioni | Cessioni |
| R.       | Nome     | a        | Modalità |
| -------- | -------- | -------- | -------- |

### Sessione invernale
| Acquisti | Acquisti | Acquisti | Acquisti |
| R.       | Nome     | da       | Modalità |
| -------- | -------- | -------- | -------- |

| Cessioni | Cessioni | Cessioni | Cessioni |
| R.       | Nome     | a        | Modalità |
| -------- | -------- | -------- | -------- |

## Risultati

### Promotion League
| Arbitro: | Rothenfluh |

|  |           |           |
|  | Marcatori | 79’ Pacar |

| Arbitro: | Rosset |

|            |           |                    |
| Zeneli 63’ | Marcatori | 35’ (aut.) Lusuena |

| Arbitro: | Roth |

|  |           |                         |
|  | Marcatori | 45’ Neün 90’ Ciarrocchi |

| Arbitro: | Odiet |

|                     |           |            |
| Eleouet 12’ Bud 79’ | Marcatori | 49’ Dreier |

| Arbitro: | Gut |

|  |           |                |
|  | Marcatori | 30’ Ciarrocchi |

| Arbitro: | von Mandach |

|  |           |                                     |
|  | Marcatori | 33’ Zeneli 60’ Ciarrocchi 90’ Pacar |

| Arbitro: | Gianforte |

|  |           |           |
|  | Marcatori | 36’ Lüthi |

| Bavois 19 settembre 2018, ore 20:00 CEST 8ª giornata | Bavois | 0 – 0 referto | Yverdon | Terrains Les Peupliers (432 spett.)\| Arbitro: \| Rosset \| |
| Arbitro:                                             | Rosset |               |         |                                                             |

| Arbitro: | Roth |

|                       |           |  |
| Ciarrocchi 77’ (rig.) | Marcatori |  |

| Losanna 29 settembre 2018, ore 17:00 CEST 10ª giornata | Stade Lausanne-Ouchy | 0 – 0 referto | Yverdon | Centre sportif de Vidy (500 spett.)\| Arbitro: \| Borra \| |
| Arbitro:                                               | Borra                |               |         |                                                            |

| Arbitro: | Jancevski |

|                                                |           |  |
| Neün 23’ Zeneli 43’ Ciarrocchi 71’ Maroufi 81’ | Marcatori |  |

| Arbitro: | Thies |

|                  |           |                              |
| Dorta 32’ (rig.) | Marcatori | 8’, 10’ Caslei 41’ Cazzaniga |

| Arbitro: | Staubli |

|                                                                                      |           |            |
| Ciarrocchi 5’ Cazzaniga 27’ Diarra 31’ Caslei 43’ Maroufi 52’ Pacar 64’ Bud 71’, 86’ | Marcatori | 66’ Doutaz |

| Arbitro: | Rosset |

|                     |           |                     |
| Guto 12’ Nsiala 48’ | Marcatori | 51’ Eleouet 79’ Bud |

| Arbitro: | Wolfensberger |

|                     |           |  |
| Ciarrocchi 12’, 74’ | Marcatori |  |

| Arbitro: | Hänggi |

|                        |           |  |
| Bud 45’ Ciarrocchi 47’ | Marcatori |  |

| Arbitro: | Ljatifi |

|            |           |                       |
| Pululu 17’ | Marcatori | 67’ (rig.) Ciarrocchi |

| Arbitro: | Odiet |

|                       |           |  |
| Pacar 37’ Fargues 60’ | Marcatori |  |

| Münsingen 10 marzo 2019, ore 14:30 CET 19ª giornata | Münsingen    | 0 – 0 referto | Yverdon | Sportanlage Sandreutenen (180 spett.)\| Arbitro: \| Kanagasingam \| |
| Arbitro:                                            | Kanagasingam |               |         |                                                                     |

| Yverdon-les-Bains 16 marzo 2019, ore 17:30 CET 20ª giornata | Yverdon    | 0 – 0 referto | Bellinzona | Stade Municipal (520 spett.)\| Arbitro: \| Rothenfluh \| |
| Arbitro:                                                    | Rothenfluh |               |            |                                                          |

| Arbitro: | Carrard |

|                             |           |           |
| Lusuena 4’ Fargues 22’, 58’ | Marcatori | 62’ Wicht |

| Arbitro: | von Mandach |

|                         |           |  |
| Ciftci 16’ Kastrati 82’ | Marcatori |  |

| Arbitro: | Dégallier |

|                                |           |                    |
| Ciarrocchi 10’ Mobulu 35’, 85’ | Marcatori | 90’ (rig.) Alvarez |

| Arbitro: | Cibelli |

|  |           |                                       |
|  | Marcatori | 10’ Mobulu 11’ Eleouet 33’ Ciarrocchi |

| Arbitro: | Ljatifi |

|             |           |              |
| Eleouet 51’ | Marcatori | 23’ Lahiouel |

| Arbitro: | Bannwart |

|              |           |                                 |
| Ramadani 60’ | Marcatori | 18’, 21’ Ciarrocchi 70’ Eleouet |

| Arbitro: | Schärli |

|                           |           |                         |
| Ciarrocchi 41’ Mobulu 76’ | Marcatori | 33’ Titaro 57’ Abegglen |

| Arbitro: | Ovcharov |

|  |           |                       |
|  | Marcatori | 37’ Eleouet 80’ Pacar |

| Arbitro: | Huber |

|                         |           |  |
| De Pierro 60’ Pacar 66’ | Marcatori |  |

| Köniz 25 maggio 2019, ore 16:00 CEST 30ª giornata                                      | Köniz     | 1 – 4 referto                       | Yverdon | Sportplatz Liebefeld-Hessgut (200 spett.) |
| \| \| \| \| \| Naïli 44’ (rig.) \| Marcatori \| 12’, 75’ Pacar 86’ Gudit 90’ Zeneli \| |           |                                     |         |                                           |
|                                                                                        |           |                                     |         |                                           |
| Naïli 44’ (rig.)                                                                       | Marcatori | 12’, 75’ Pacar 86’ Gudit 90’ Zeneli |         |                                           |

### Coppa Svizzera
| Arbitro: | San |

|  |           |             |
|  | Marcatori | 61’ Nuzzolo |

## Statistiche

### Statistiche di squadra
| Competizione     | Punti | In casa | In casa | In casa | In casa | In casa | In casa | In trasferta | In trasferta | In trasferta | In trasferta | In trasferta | In trasferta | Totale | Totale | Totale | Totale | Totale | Totale | DR  |
| Competizione     | Punti | G       | V       | N       | P       | Gf      | Gs      | G            | V            | N            | P            | Gf           | Gs           | G      | V      | N      | P      | Gf     | Gs     | DR  |
| ---------------- | ----- | ------- | ------- | ------- | ------- | ------- | ------- | ------------ | ------------ | ------------ | ------------ | ------------ | ------------ | ------ | ------ | ------ | ------ | ------ | ------ | --- |
| Promotion League | 60    | 15      | 9       | 4       | 2       | 31      | 11      | 15           | 8            | 5            | 2            | 24           | 11           | 30     | 17     | 9      | 4      | 55     | 22     | +33 |
| Coppa Svizzera   | -     | 1       | 0       | 0       | 1       | 0       | 1       | 0            | 0            | 0            | 0            | 0            | 0            | 1      | 0      | 0      | 1      | 0      | 1      | -1  |
| Totale           | 60    | 16      | 9       | 4       | 3       | 31      | 12      | 15           | 8            | 5            | 2            | 24           | 11           | 31     | 17     | 9      | 5      | 55     | 23     | +32 |

### Andamento in campionato
| Giornata  | 1  | 2  | 3 | 4  | 5  | 6 | 7 | 8 | 9 | 10 | 11 | 12 | 13 | 14 | 15 | 16 | 17 | 18 | 19 | 20 | 21 | 22 | 23 | 24 | 25 | 26 | 27 | 28 | 29 | 30 |
| --------- | -- | -- | - | -- | -- | - | - | - | - | -- | -- | -- | -- | -- | -- | -- | -- | -- | -- | -- | -- | -- | -- | -- | -- | -- | -- | -- | -- | -- |
| Luogo     | T  | C  | T | C  | T  | T | C | T | C | T  | C  | T  | C  | T  | C  | C  | T  | C  | T  | C  | C  | T  | C  | T  | C  | T  | C  | T  | C  | T  |
| Risultato | P  | N  | V | P  | V  | V | P | N | V | N  | V  | V  | V  | N  | V  | V  | N  | V  | N  | N  | V  | P  | V  | V  | N  | V  | N  | V  | V  | V  |
| Posizione | 15 | 13 | 8 | 11 | 10 | 6 | 8 | 8 | 7 | 8  | 7  | 6  | 3  | 3  | 2  | 2  | 3  | 2  | 2  | 2  | 2  | 2  | 2  | 2  | 2  | 2  | 2  | 2  | 2  | 2  |

Legenda:

Luogo: C = Casa; T = Trasferta. Risultato: V = Vittoria; N = Pareggio; P = Sconfitta.

### Statistiche dei giocatori
| Giocatore      | Promotion League | Promotion League | Promotion League | Promotion League | Coppa Svizzera | Coppa Svizzera | Coppa Svizzera | Coppa Svizzera | Totale   | Totale | Totale      | Totale     |
| Giocatore      | Presenze         | Reti             | Ammonizioni      | Espulsioni       | Presenze       | Reti           | Ammonizioni    | Espulsioni     | Presenze | Reti   | Ammonizioni | Espulsioni |
| -------------- | ---------------- | ---------------- | ---------------- | ---------------- | -------------- | -------------- | -------------- | -------------- | -------- | ------ | ----------- | ---------- |
| M. Amey        | 1                | 0                | 0                | 0                | 0              | 0              | 0              | 0              | 1        | 0      | 0           | 0          |
| F. Berisha     | 13               | 0                | 1                | 0                | 0              | 0              | 0              | 0              | 13       | 0      | 1           | 0          |
| C. Bud         | 14               | 5                | 1                | 0                | 1              | 0              | 0              | 0              | 15       | 5      | 1           | 0          |
| B. Caslei      | 10               | 3                | 2                | 0                | 1              | 0              | 0              | 1              | 11       | 3      | 2           | 1          |
| P. Cazzaniga   | 12               | 2                | 3                | 0                | 0              | 0              | 0              | 0              | 12       | 2      | 3           | 0          |
| A. Ciarrocchi  | 26               | 15               | 3                | 0                | 1              | 0              | 0              | 0              | 27       | 15     | 3           | 0          |
| L. Costa       | 0                | 0                | 0                | 0                | 0              | 0              | 0              | 0              | 0        | 0      | 0           | 0          |
| A. De Pierro   | 19               | 1                | 4                | 0                | 0              | 0              | 0              | 0              | 19       | 1      | 4           | 0          |
| K. Diarra      | 12               | 1                | 0                | 0                | 1              | 0              | 0              | 0              | 13       | 1      | 0           | 0          |
| A. Eleouet     | 28               | 6                | 6                | 0                | 1              | 0              | 0              | 0              | 29       | 6      | 6           | 0          |
| H. Fargues     | 12               | 3                | 2                | 0                | 0              | 0              | 0              | 0              | 12       | 3      | 2           | 0          |
| L. Gazzetta    | 13               | 0                | 3                | 0                | 0              | 0              | 0              | 0              | 13       | 0      | 3           | 0          |
| R. Ghérardi    | 16               | 0                | 2                | 0                | 1              | 0              | 1              | 0              | 17       | 0      | 3           | 0          |
| F. Gudit       | 27               | 1                | 4                | 0                | 1              | 0              | 0              | 0              | 28       | 1      | 4           | 0          |
| Z. Hamadi      | 7                | 0                | 1                | 0                | 0              | 0              | 0              | 0              | 7        | 0      | 1           | 0          |
| K. Kuzmanovic  | 2                | 0                | 0                | 0                | 0              | 0              | 0              | 0              | 2        | 0      | 0           | 0          |
| T. Lenzini     | 4                | 0                | 1                | 0                | 0              | 0              | 0              | 0              | 4        | 0      | 1           | 0          |
| N. Lusuena     | 24               | 1                | 5                | 1                | 1              | 0              | 0              | 0              | 25       | 1      | 5           | 1          |
| S. Maroufi     | 29               | 2                | 3                | 0                | 1              | 0              | 0              | 0              | 30       | 2      | 3           | 0          |
| F. Marque      | 20               | 0                | 4                | 1                | 1              | 0              | 0              | 0              | 21       | 0      | 4           | 1          |
| K. Martin      | 20               | 0                | 1                | 0                | 1              | 0              | 0              | 0              | 21       | 0      | 1           | 0          |
| K. Matukondolo | 6                | 0                | 1                | 0                | 0              | 0              | 0              | 0              | 6        | 0      | 1           | 0          |
| R. Mobulu      | 8                | 4                | 1                | 0                | 0              | 0              | 0              | 0              | 8        | 4      | 1           | 0          |
| B. N'Dzomo     | 28               | 0                | 5                | 1                | 1              | 0              | 0              | 0              | 29       | 0      | 5           | 1          |
| S. Neün        | 21               | 2                | 1                | 0                | 1              | 0              | 1              | 0              | 22       | 2      | 2           | 0          |
| J. Pacar       | 28               | 8                | 0                | 0                | 0              | 0              | 0              | 0              | 28       | 8      | 0           | 0          |
| M. Roux        | 0                | 0                | 0                | 0                | 0              | 0              | 0              | 0              | 0        | 0      | 0           | 0          |
| V. Sallaj      | 10               | 0                | 0                | 0                | 0              | 0              | 0              | 0              | 10       | 0      | 0           | 0          |
| S. Sócrates    | 0                | 0                | 0                | 0                | 0              | 0              | 0              | 0              | 0        | 0      | 0           | 0          |
| M. Zeneli      | 23               | 4                | 3                | 1                | 1              | 0              | 0              | 0              | 24       | 4      | 3           | 1          |